# Stanislav Bohush
Stanislav Bohush ou Stanislav Oleksandrovytch Bohouch (en ukrainien : Станіслав Олександрович Богуш) est un footballeur ukrainien, né le 25 octobre 1983 à Zaporijia. Il évolue au poste de gardien de but.

## Palmarès
- Dynamo Kiev
  - Vainqueur du Championnat d'Ukraine en 2009.
  - Vainqueur de la Supercoupe d'Ukraine en 2009.